# طحالب مخاطية
الطحالب المخاطية (الاسم العلمي: Phytomyxea) هي طائفة من الطفيليات النباتية. وتنقسم إلى رتب حاملات المتصورات (أو الفطريات الرغوية Plasmodiophoromycota) وآكلات المخاط Phagomyxida. الاسم الأكثر شيوعا بالنسبة لهم هو حاملات المتصورات ولكن هذا لا يشمل دائما آكلات المخاط.